# Spilosoma albida
Spilosoma albida là một loài bướm đêm thuộc phân họ Arctiinae, họ Erebidae.